# Eichholz (Familienname)
Eichholz ist ein deutscher Familienname.

## Herkunft und Bedeutung
Eichholz ist entweder ein Wohnstätten- oder ein Herkunftsname. Als Wohnstättenname bezeichnete er Personen, die an einem Eichenwald bzw. einem gleichnamigen Flurstück wohnten. Als Herkunftsname erfolgte die Benennung nach dem Siedlungsnamen Eichholz (sehr häufig in Nordrhein-Westfalen, mehrfach in Bayern und Baden-Württemberg, vereinzelt in Niedersachsen, Schleswig-Holstein, Mecklenburg-Vorpommern, Sachsen-Anhalt, Brandenburg und Hessen, in Österreich und in der Schweiz sowie historisch auch in Polen).

## Namensträger
- Adolf Eichholz (vor 1490–1563), deutscher Humanist, Jurist und Rektor der Universität zu Köln
- Anna Eichholz (1868–1951), Schweizer Theaterschauspielerin
- Alfred Eichholz, Bischof der Evangelisch-Lutherischen Kirche in der Kirgisischen Republik und der Evangelisch-Lutherischen Kirche in Russland, der Ukraine, in Kasachstan und Mittelasien (ELKRAS)
- Armin Eichholz (Journalist) (1914–2007), deutscher Journalist und Autor
- Armin Eichholz (Ruderer) (* 1964), deutscher Ruderer
- Carl Eichholz (19. Jahrhundert–20. Jahrhundert), deutscher Übersetzer von Alfred Tennyson
- Daniel Eichholz (* 1978), deutscher Musiker und Komponist
- Ehrenreich Eichholz (1807–1871), Redakteur und Schriftsteller, Mitglied des Konstituierenden Reichstags des Norddeutschen Bundes
- Elisabeth Eichholz (1939–2022), deutsche Radrennfahrerin
- Friedrich Wilhelm Eichholz (1720–1800), deutscher Unterhaltungsschriftsteller und Publizist
- Georg Eichholz (1909–1973), evangelischer Theologe
- Heinz Eichholz (1927–2001), deutscher Ruderer
- Julie Eichholz (1852–1918), deutsche Frauenrechtlerin
- Klaus Eichholz (* 1929), deutscher Geiger, Musikpädagoge und Autor
- Lisa Eichholz (* 1990), deutsche Fußballspielerin
- Ludwig Eichholz (1903–1964), sudetendeutscher Politiker und SA-Führer
- Marianne Eichholz, deutsche Journalistin und Hörspielautorin
- Max Eichholz (1881–1943), deutscher Politiker (DDP), Opfer des Nationalsozialismus
- Paul Eichholz (1857–nach 1935), deutscher Architekt und Bauhistoriker
- Thea Eichholz (* 1966), deutsche Sängerin und Songwriterin christlicher Popmusik
- Vanessa Eichholz (* 1989), deutsche Schauspielerin
- Walter Eichholz (1894–1953), deutscher Ingenieur, Vorstandsvorsitzender der August-Thyssen-Hütte